# Reino de Soissons
El Reino de Soissons, también llamado Dominio de Soissons o Reino de Siagrio, fue un enclave remanente galo-romano del Imperio romano occidental ubicado en el norte de Galia (hoy Francia) centrado alrededor de la ciudad de Soissons (Novidunum) que sobrevivió a la caída del Imperio romano de Occidente, siendo el último territorio del Imperio occidental en caer, en 486, diez años después de la deposición de Rómulo Augústulo y seis después de la muerte de Julio Nepote.
La evolución del Reino de Soissons comenzó cuando el emperador Mayoriano (457-461) designó a Egidio como magister militum de la Galia romana. Cuando Mayoriano perdió su autoridad y su vida frente a Ricimero en 461, Egidio mantuvo su dominio de la mayor parte de la provincia de Galia Lugdunense, creando de facto un estado remanente romano que llegó a ser conocido como el Reino de Soissons. En el caos de la Galia del momento, Egidio conservó su poder frente a los francos asentados al este y los visigodos del sur; sus relaciones con la Bretaña romana pueden haber sido amistosas. Egidio murió en el año 464 o 465. Su hijo Siagrio lo sucedió y gobernó hasta su derrota en la batalla de Soissons contra el rey franco Clodoveo I. El territorio pasó a partir de entonces al control de los francos.

## Historia
El Reino de Soissons se originó en el reinado del emperador occidental Mayoriano (457-461). Mayoriano nombró a Egidio magister militum de las provincias galas. El territorio romano de la Galia noroccidental estaba conectado con las posesiones romanas en la región de Auvernia, Provenza y Languedoc que, a su vez, tenían comunicación con Italia. Durante el reinado de Mayoriano, las tribus germánicas que entonces ocupaban la Galia se anexionaron ese territorio, aislando efectivamente a Egidio y sus ciudadanos del Imperio. Egidio se negó a reconocer, en 461, a Libio Severo como emperador de Occidente. Como consecuencia se desentendió de la autoridad imperial y optó por instalar su capital en Soissons, entonces Augusta Suessionum, ubicada en el centro de sus territorios.
Se alió a Childerico I, rey de los francos salios de Tournai, y le ayudó a derrotar a los visigodos en Orleáns en 463. Según Gregorio de Tours, Egidio incluso gobernó a los francos durante el destierro de Childerico, aunque este regresó más tarde del exilio. Es posible que el gemitus Britannorum —una solicitud romano-británica de ayuda militar realizada después de la salida romana de Gran Bretaña— se enviase en realidad a Egidio.
Este continuó gobernando hasta su muerte en el Loira en 464, ya sea por envenenamiento, una emboscada o por la peste. Pudo haber sido asesinado por orden de uno de los enemigos de Childerico. Su comes Paolo de Angers fue asesinado poco después, posiblemente en la misma campaña. En ese momento, el hijo de Egidio, Afranio Siagrio, tomó su lugar como gobernante. Siagrio gobernó utilizando el título de dux (jefe militar de la provincia), pero las tribus germánicas vecinas se referían a él como «rey de los Romanos»; de ahí el nombre de su enclave.
En 476, bajo el gobierno de Siagrio, el Reino de Soissons se negó a aceptar la autoridad de Odoacro, que había destronado al último emperador occidental a principios de ese año. Aunque ambos, Siagrio y Odoacro, enviaron mensajeros al Imperio romano de Oriente, el emperador oriental Zenón optó por aceptar la legitimidad de Odoacro en lugar de la de Siagrio. El Reino de Soissons cortó entonces todos los lazos con Italia y no se registraron más contactos con el Imperio romano de Oriente. Incluso después de 476, Siagrio siguió manteniendo que él simplemente estaba gobernando una provincia romana, aunque el Reino de Soissons era, de facto, una región independiente.

El Reino de Soissons se convirtió en un enclave del Imperio romano en la Galia, rodeado de reinos germánicos de reciente creación:
Reino de Soissons
Reino Franco
Reino de los alamanes
Reino de los burgundios
Reino visigodo de Tolosa
Bretaña romana

Childerico murió aproximadamente en el 481, y su hijo Clodoveo I se convirtió en rey de los francos. Clodoveo hizo la guerra contra Siagrio y al final conquistó todo su territorio. Siagrio fue derrotado en la batalla final de Soissons en 486; esta victoria es recordada por muchos como la mayor victoria de Clodoveo. Siagrio huyó a la corte del rey visigodo Alarico II, pero los francos amenazaron con la guerra si no se les entregaba a Siagrio. Así, los visigodos lo enviaron a Clodoveo, quien lo haría ejecutar en 486/7.
Clodoveo gobernó a los francos hasta su muerte en 511. Al morir, el reino de los francos se dividió en cuatro reinos, uno para cada uno de sus hijos. Clotario I recibió la zona anteriormente gobernada por Siagrio —Clotario mismo había nacido en Soissons una década después de la muerte de Siagrio—. Mediante el uso de la diplomacia, el belicismo y el asesinato de sus familiares, Clotario se convirtió en el rey de toda la Galia para 555.
Cuando Clotario falleció en 561, el reino de los francos se dividió nuevamente, en tres reinos, uno para cada vástago. El reino occidental de Neustria continuó siendo gobernado desde Soissons hasta que el rey de Neustria, Clotario II, volvió a reunificar a todos los francos en 613. A excepción del período de 639 a 673, cuando se produjo una división entre Neustria y Austrasia, los francos se mantuvieron unidos hasta el Tratado de Verdún en 843.

## Ejército
Cuando Egidio fue nombrado magister militum de la Galia por el emperador Mayoriano, tomó el control de las tropas romanas que quedaban en el territorio. Según el escritor romano oriental Prisco, tanto Egidio como Siagrio comandaron «fuerzas de gran tamaño». En un momento dado, Egidio —o quizá Siagrio— amenazó incluso al Imperio romano de Occidente con invadir Italia si el Imperio no accedía a sus peticiones. Sus fuerzas también ofrecieron resistencia efectiva al Reino visigodo, situado al sur y al oeste de Soissons. Sin embargo, no hay cifras disponibles que permitan llegar a una conclusión sobre la magnitud de sus unidades.